# NGC 3132
NGC 3132, även känd som Caldwell 74, Eight-Burst Nebula, eller Södra Ringnebulosan, är en planetarisk nebulosa belägen i stjärnbilden Seglet. Den upptäcktes 2 mars 1835 av John Herschel och är en ljusstark och omfattande studerad nebulosa vars avstånd från solen uppskattas till ca 613 pc eller 2 000 ljusår.

## Egenskaper
Bilder av NGC 3132 visar två stjärnor tätt tillsammans i nebulositeten, en av 10:e magnituden, den andra 16:e. Den centrala planetariska nebulosakärnan (PNN), en vit dvärg som centralstjärna, är den svagare av dessa två stjärnor. Denna heta centralstjärnan på ca 100 000 K har nu fördrivit sina yttre lager vilket gör nebulosan starkt fluorescerande genom dess emission av intensiva ultravioletta strålning.